# トート機関

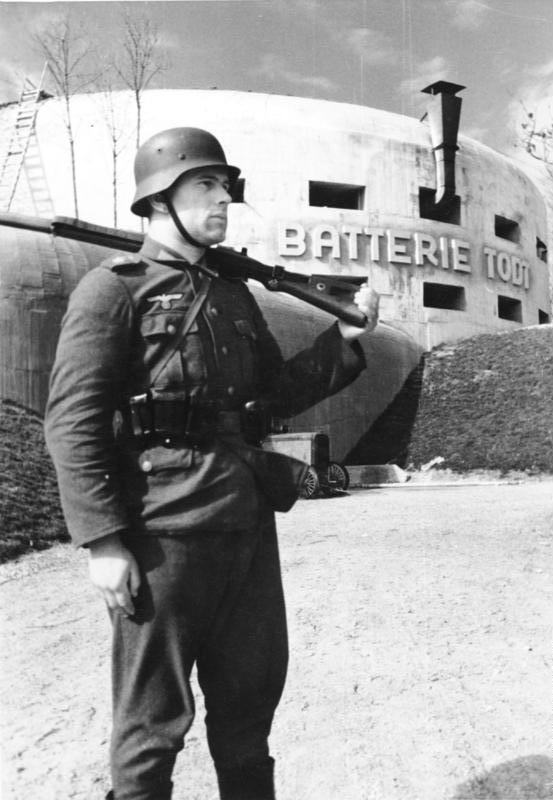
トート機関が建設した海岸砲台の前に立つドイツ海軍兵士

トート機関（トートきかん、ドイツ語: Organisation Todt (OT)）は、ナチス・ドイツにおいて軍部および民間の工事を請け負った機関である。名前は、この機関の創立者であり、技師、さらにドイツの高官となり、軍需大臣となったフリッツ・トートにちなむ。第二次世界大戦前はドイツ国内において、戦時中にはフランスからソビエト連邦にいたる占領地域を含む広範な技術事業を担当し、多数のドイツ国民や外国人に強制労働を行わせたことで知られる。

## 概要
トート機関はその前身を含めると、ナチス・ドイツの成立から崩壊のほぼ全時期に渡って存在した機関であるが、その性格は時期によってかなり異なる。その変化は明確に3つの時期に分けられる。
- 戦前、すなわち1933年から1938年までの期間。トートの職務は、ドイツ車道総監（Generalinspektor für das deutsche Straßenwesen）であり、アウトバーン網建設の第一責任者であった。トートは事務的組織を形成して後のトート機関の前身を作り上げた。この組織は国家労働奉仕団（Reichsarbeitsdienst（RAD））を通じてドイツ各地から強制的に徴集された労働者を利用できた。
- 正式にトート機関が設立された1938年から、トートが飛行機事故で死ぬ1942年2月までの期間。この間（1940年）にフリッツ・トートは軍需大臣に任命され、トート機関の事業は、ほとんど軍事目的で運営された。様々な軍事・準軍事事業による労働需要の急増は、徴兵制度を次々と拡張することで対応し、最終的にはすべてのドイツ人に対し、国家のための専制的に決定される（事実上無期限の）強制労働の義務を負わせた。[1] 1938から1940年以降、175万人を超えるドイツ人が、労働に徴用された。1940年から1942年以降、トート機関は外国人、強制収容者、民間人、東欧人、「有志の」捕虜などの労働力に依存するようになった。
- アルベルト・シュペーアがトートの後任となりトート機関が（再編・拡大された）軍需省に吸収された1942年から、戦争終結までの期間。約140万人が機関の下で働いていた。全労働者の1%が徴兵を免除されたドイツ人で、1.5%が強制収容所の囚人で、残りは捕虜や占領国から強制的に集められた労働者であった。全員が事実上奴隷として扱われ、無慈悲な全体主義国家による完全に専制的な状況下に置かれた。多くの人が、強制労働や戦争によって命を落とした。

## 戦前、1933年 - 1938年：アウトバーン網の建設

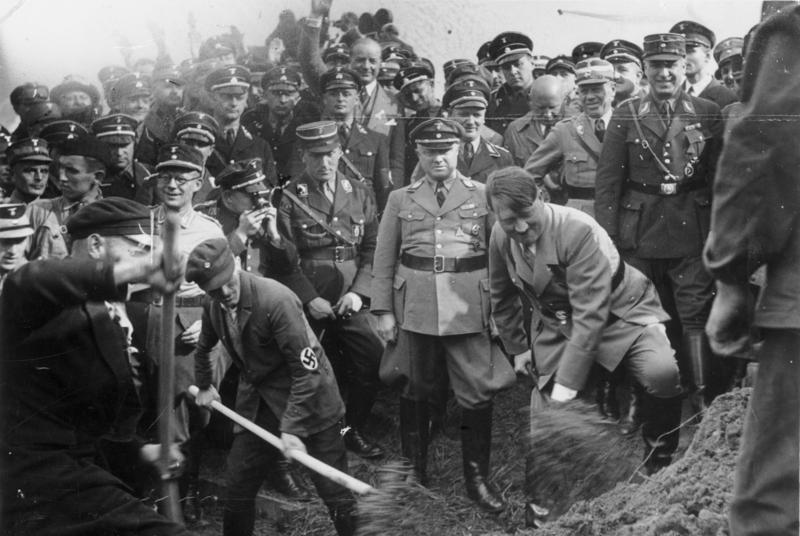
1933年9月23日、アウトバーンの起工式。鍬入れを行うヒトラーの背後に立つ、濃色の制服の人物がトート。

アウトバーン構想の始まりはナチスではなく、北ドイツからスイスバーゼルにかけての高速道路を建設する目的で1926年に創設された私的な借款団HaFraBa（Verein zur Vorbereitung der Autostraße Hansestädte-Frankfurt-Basel （直訳すると「ハンザ同盟都市-フランクフルト-バーゼル間の高速道路を準備する協会」））の試みが最初である。1933年6月27日に発布した、高速道路の全体網のReichsautobahnen事業を創設する布告により、アドルフ・ヒトラーはHaFrabaの事業をはるかに上回る野心的な公共事業に変更し、フリッツ・トートを新設したドイツ道路総監の地位につけ、この責任者とした。
1934年までに自分の権力を増大させたトートは、閣僚級に近いところまで機関の権力を増大させることに成功していた。一方でトートはテクノクラートとして非常に有能で、1938年までに3000kmを超える道路を建設した。アウトバーン事業は国家社会主義ドイツ労働者党の傑作のひとつとなった。トートが、後に言うトート機関になるであろう事務組織の中核を作ったのもこの時期だった。トート機関が成長して重要性を増していき、トートが名声を獲得していく過程は、ヒトラー政権下で多頭政治を行うドイツ国家の流動的で不安定な状況において、積極的で有能な指導者が権威と権限を伸ばしていく典型例である。
当初、アウトバーン事業は一般の労働市場を当てにしていた。ドイツはこの時期依然として世界恐慌の後遺症から抜け出られておらず、労働力の不足はなかったのである。経済が回復し労働力不足のほうが深刻な問題になると、1935年からトート機関は国家労働奉仕団（Reichsarbeitsdienst（RAD））を通じてドイツ各地から徴用労働（すなわち強制労働）を行うことが可能になった。1935年6月26日の法律「国家勤労奉仕法」により18歳から25歳までのドイツ人男性は、全員6ヶ月間国務に従事することを命じられた。この時期においても、労働に対する対価は失業補償よりもわずかに割の良い程度に支払われていた。労働構成と労働条件は、次の10年余りの期間に急激に悪化することになる。

## 1938年 - 1942年2月：厳密な意味でのトート機関

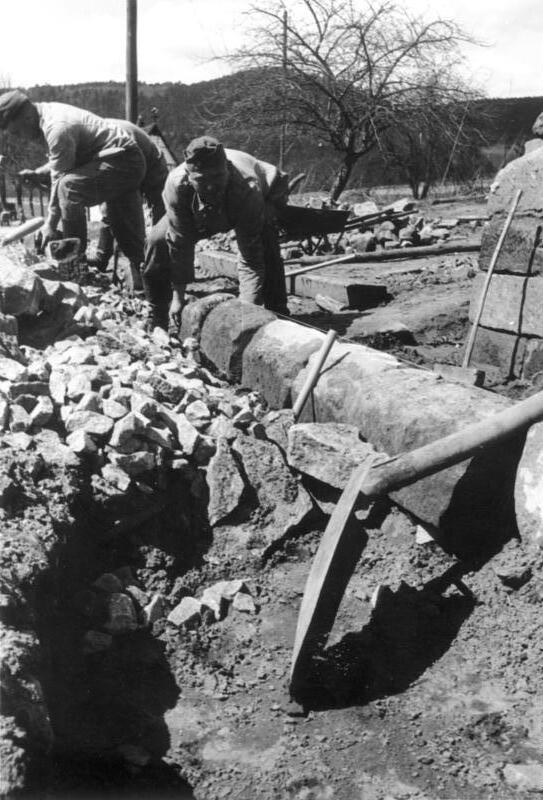
ジークフリート線の建設にあたる作業員（1940年）

1938年、トートはアウトバーン事業の過程で創立した複数の行政機構・下請け業者の私企業群・労働力提供元の労働奉仕団の連合体として、正式な意味でのトート機関を設立した。ヒトラーは、トートをゲーリングが担当する第二次四カ年計画下にあった労働奉仕団の全権大使に任命した。民間工事に関する投資は大幅に削減された。1933年から1938年とはうらはらに、1939年から1943年にアウトバーンに追加された車道は1000kmに満たなかった。重点は軍事目的に移行し、最初の事業はフランスのマジノ線に対抗した、マジノ線と同様の目的をもつヴェストヴァル（「西の壁」の意、ジークフリート線として知られる）建設であった。事業に対応する形で、トート自身も1940年に新設された軍需省の大臣に任命された。1941年、トートとトート機関は、占領したフランス、オランダ、ベルギーの沿岸に建設する大西洋の壁の建設という更に大きな事業を担当することになった。この「大西洋の壁」事業には、1940年6月30日から1945年5月8日までナチス・ドイツが占領したイギリスのチャンネル諸島の要塞化も含まれていた。イギリスで唯一のナチスの強制収容所は、オルダニー島でトート機関が運営したオルダニー強制収容所であった。
「西壁」事業により創出された急激に増大する労働需要は、強制労働に関する法律の一連の拡張で埋め合わせることとなり、最終的には国家のために恣意的に行われる（すなわち事実上無制限の）強制労働（Zwangsarbeit）を全ドイツ人に最終的に義務付けるに至った。1938年から1940年にかけてドイツ人175万人が労働奉仕に動員された。トート機関と労働奉仕団は、共に階級を表すための山形袖章、肩章などの記章の精巧な組み合わせを用いており、階級制・外観ともに準軍事組織のような特徴をもっていた。
フリッツ・トートは東プロイセンでヒトラーと会って間もなく1942年2月8日に飛行機事故で死亡した。トートはこの戦争は勝てないという確信を持つようになり、ヒトラーにそれを伝えなければならないと考えていた。このため、トートの死は秘密裏の暗殺によるものだという憶測があるが、いまだ実証はされていない。トートの軍需大臣および事実上のトート機関総裁の地位は、アルベルト・シュペーアが引き継いだ。

## 1942年 - 1945年：アルベルト・シュペーアの「軍需・軍事生産省」監督下のトート機関

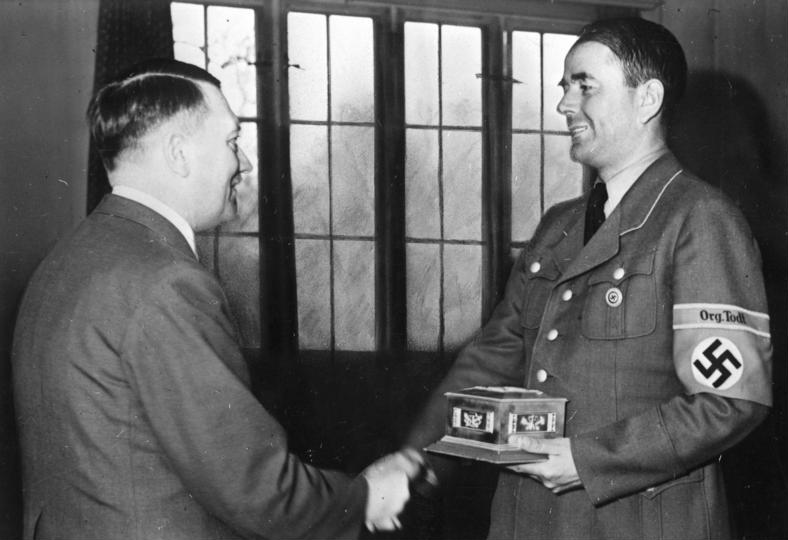
1943年5月、ヒトラーから「フリッツ・トート・リング」を授与されるシュペーア。

指導者の死後も、トート機関は土木技術組織として存続し、さらに多くの任務を引き受けた。1943年初め、「大西洋の壁」の継続作業に加えて、機関はフランス北部におけるV1・V2ロケット用発射基地の建設をも請け負った。同年夏、ドイツの戦争努力がますます防衛路線に進むに従い、機関はさらに、ドイツ国内都市における防空壕の建設と爆撃された建物の修復や、地下における精錬所・兵器工場の建設（リーゼ計画）をも請け負った。
しかし経営に関しては、トート機関は1943年にアルベルト・シュペーアの軍需・軍事生産省に事実上組み入れられた。資材と人員の欠乏によってあらゆる生産がひどく落ち込み、ますます困窮を深めるドイツにおいて、シュペーアの憂慮はドイツ戦時経済のほぼ全てにわたっていた。シュペーアは生産高を大きく伸ばすことに成功したが、その代償としてますます強制労働に頼ることになってしまった。トート機関の労働力も同様に、強制労働に頼ることになった。

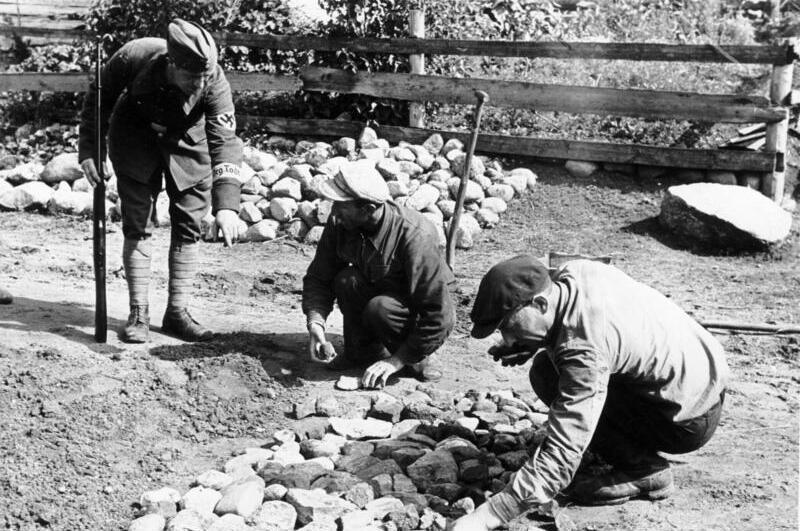
OT作業員（左）とロシア人、ユダヤ人の強制労働者（1941年）

戦争の終わりごろには、ドイツ人に対する強制的な国務は6週間の通り一遍の軍事演習に縮小されており、徴兵されたドイツ人は全て、軍の部隊もしくは軍の直接支援組織に配属されていた。遅くとも1942年初めから、この役目が占領した国々の捕虜や強制労働者に置き換えられることが増えて行った。外国人と捕虜は、やや婉曲的に「外国人労働者」（Fremdarbeiter）と呼ばれることが多かった。1943年と1944年、こういった強制労働者は強制収容所などの囚人によりさらに増大した。1944年初秋には、1万から2万人のユダヤ人との混血者もしくはユダヤ人と姻戚関係にある人々が、特別な部署に補充された。
1944年末までにトート機関の全業務に関わった労働者約140万人のうち、1%は兵役を免除されたドイツ人、1.5%は強制収容所の収容者、残りは占領した国々の捕虜と強制労働者であった。全員が事実上奴隷の扱いを受け、無慈悲な全体主義国家による徹底した専政状態に置かれていた。戦争や労働の中で命を落とした者も多くいた。

## トート機関の組織構成

### ドイツ国内外
- イタリア動員分隊 (OT-Einsatzgruppe Italien)
- 東部動員分隊（OT-Einsatzgruppe Ost, キエフ）
- 帝国動員分隊（OT-Einsatzgruppe Reich, ベルリン）
- 南東動員分隊（OT-Einsatzgruppe Südost, ベオグラード）
- 西動員分隊（OT-Einsatzgruppe West, パリ）
- バイキング動員分隊（OT-Einsatzgruppe Wiking, オスロ）
- ロシア・北動員分隊（OT-Einsatzgruppe Russland Nord, タリン）

### ドイツ国内
- ドイチュラントI「タンネンベルク」(ラステンブルク)
- ドイチュラントII (ベルリン)
- ドイチュラントIII「ハンザ」 (エッセン)
- ドイチュラントIV「キフホイザー」 (ヴァイマル)
- ドイチュラントV  (ハイデルベルク)
- ドイチュラントVI  (ミュンヘン)
- ドイチュラントVII (プラハ)
- ドイチュラントVIII「アルペン」 (フィラッハ)

## 制服

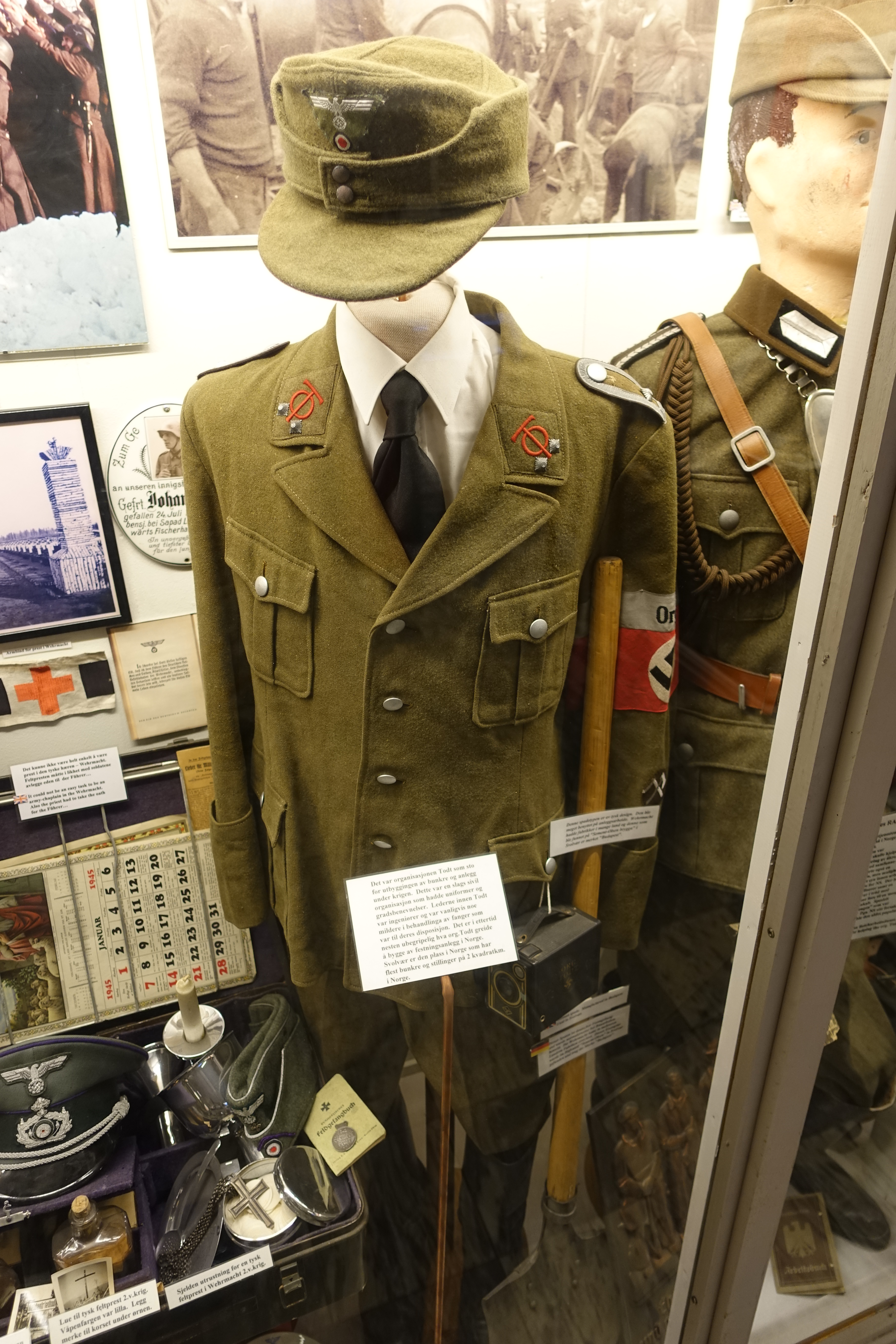
上級班指導者の制服

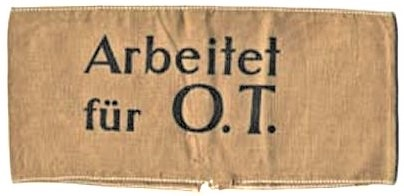
作業員用腕章

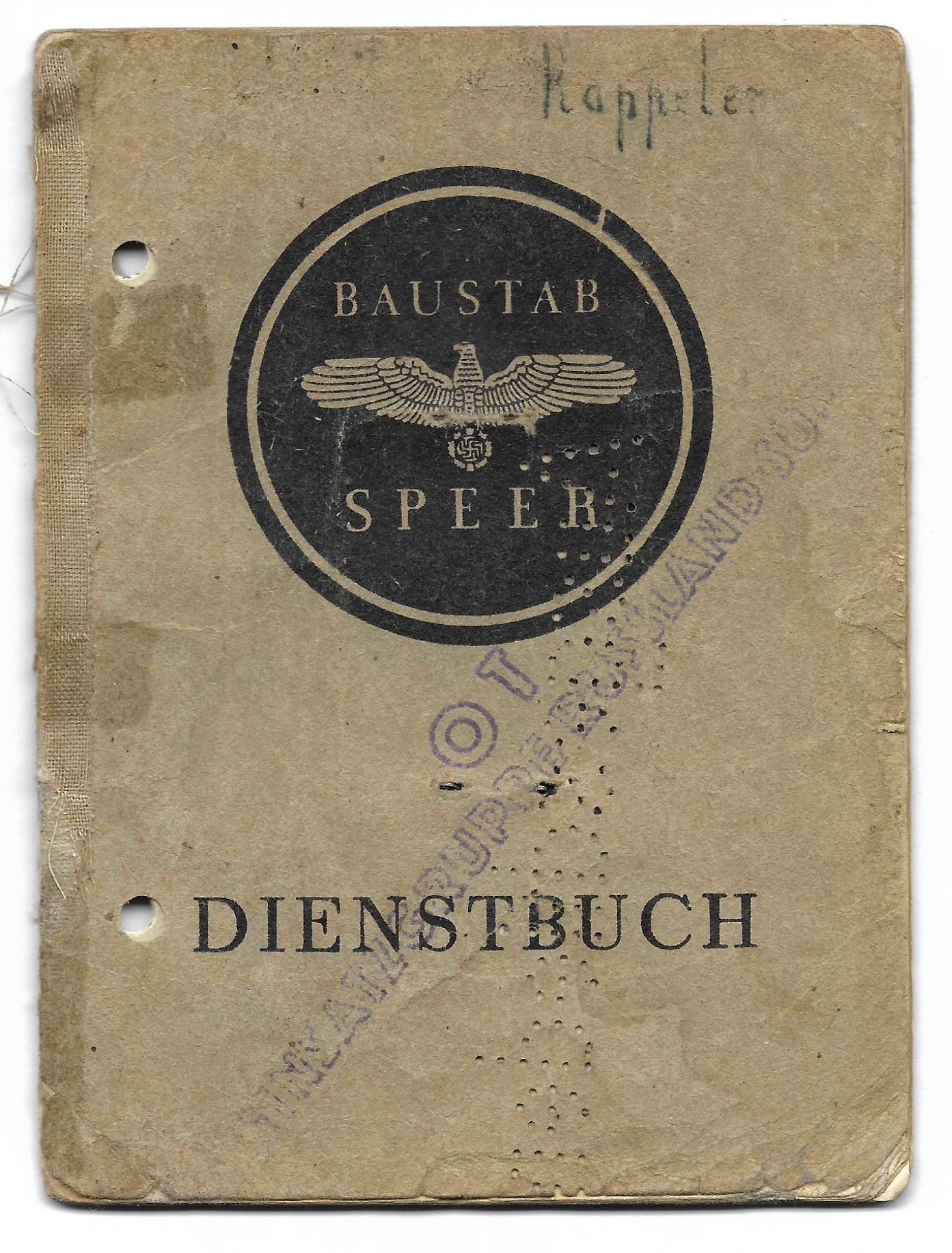
勤務手帳

### 兵科色
| 兵科色                              | 兵科     |
| ----------------------------------- | -------- |
| ホワイト (Weiss)                    | 調達     |
| ブラック (Schwarz)                  | 建設     |
| レモンイエロー (Zitronengelb)       | 通信技士 |
| ブライトレッド (Hochrot)            | 楽隊     |
| グラスグリーン (Wiesengrün)         | 経営     |
| コーンフラワーブルー (Sanitätsblau) | 医療     |
| ライトブラウン (Hellbraun)          | 宣伝部隊 |

## 階級
| 階級                        | 訳                  | 階級章                            | 相当するSS階級                         |
| --------------------------- | ------------------- | --------------------------------- | -------------------------------------- |

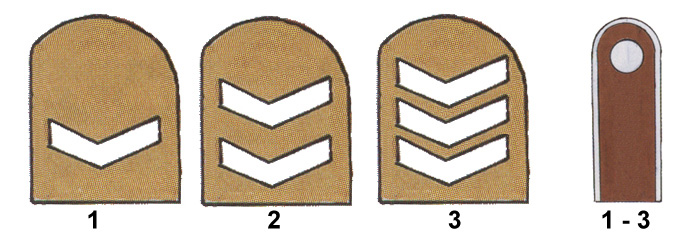
労働者の階級章

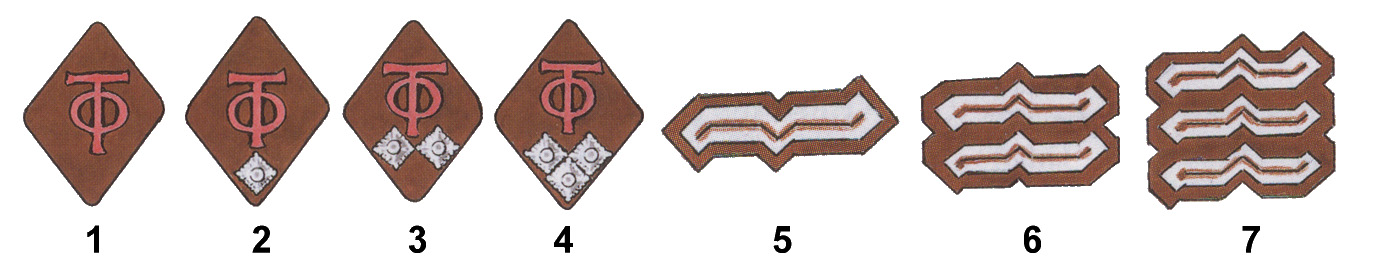
襟章（1943年以降)

| Amtschef OT                 | 所長                |                                   | SS-Oberst-Gruppenführer 親衛隊上級大将 |
| OT-Einsatz-gruppenleiter I  | 動員集団監督官(1等) | SS-Obergruppenführer 親衛隊大将   |                                        |
| OT-Einsatz-gruppenleiter II | 動員集団監督官(2等) | SS-Gruppenführer 親衛隊中将       |                                        |
| OT-Einsatzleiter            | 動員監督官          | SS-Brigadeführer 親衛隊少将       |                                        |
| OT-Hauptbauleiter           | 高級建設監督官      | SS-Oberführer 親衛隊准将          |                                        |
| OT-Hauptbauleiter           | 高級建設監督官      | SS-Standartenführer 親衛隊大佐    |                                        |
| OT-Oberbauleiter            | 上級建設監督官      | SS-Obersturmbannführer 親衛隊中佐 |                                        |
| OT-Bauleiter                | 建設監督官          | SS-Sturmbannfuehrer 親衛隊少佐    |                                        |

| 階級              | 訳             | 襟章 | 相当するSS階級                 |
| ----------------- | -------------- | ---- | ------------------------------ |
| OT-Hauptbauführer | 高級技術指導者 |      | SS-Hauptsturmführer 親衛隊大尉 |
| OT-Oberbauführer  | 上級技術指導者 |      | SS-Obersturmführer 親衛隊中尉  |
| OT-Bauführer      | 技術指導者     |      | SS-Untersturmführer 親衛隊少尉 |

| 階級                | 訳           | 襟章                               | 相当するSS階級                     |
| ------------------- | ------------ | ---------------------------------- | ---------------------------------- |
| OT-Haupttruppführer | 本部班指導者 |                                    | SS-Sturmscharführer 親衛隊特務曹長 |
| OT-Haupttruppführer | 本部班指導者 | SS-Hauptscharführer 親衛隊上級曹長 |                                    |
| OT-Obertruppführer  | 上級班指導者 |                                    | SS-Oberscharführer 親衛隊曹長      |
| OT-Truppführer      | 班指導者     |                                    | SS-Scharführer 親衛隊軍曹          |
| OT-Truppführer      | 班指導者     | SS-Unterscharführer 親衛隊伍長     |                                    |

| 階級             | 訳         | 襟章 | 袖章                               | 相当するSS階級               |
| ---------------- | ---------- | ---- | ---------------------------------- | ---------------------------- |
| OT-Obermeister   | 上級主任   |      |                                    | 親衛隊兵長 (SS-Rottenführer) |
| OT-Meister       | 主任       |      |                                    | 親衛隊兵長 (SS-Rottenführer) |
| OT-Vorarbeiter   | 技術作業員 |      | 親衛隊上等兵 (SS-Sturmmann)        |                              |
| OT-Stammarbeiter | 常勤作業員 |      | 親衛隊一等兵・二等兵 (SS-Obermann) |                              |
| OT-Arbeiter      | 作業員     |      | 親衛隊一等兵・二等兵 (SS-Obermann) |                              |

## 備考
- 戦時中のモノクロ写真
- トート機関の警備員の人形。制服は1942年秋、ロシア戦線後方部隊のもの